# Успенский собор Иверского монастыря
Успенский собор Иверского монастыря — кафоликон Валдайского Иверского монастыря, посвящённый празднику Успения Пресвятой Богородицы. Шестистолпный, приподнятый на подклете храм с галереями и крупным пятиглавием — своеобразный манифест архаизирующего направления русского храмового зодчества середины XVII века, связанного с именем патриарха Никона.

## История
На самом красивом и высоком месте Валдайского острова было возведено первое кирпичное строение — собор Иверской иконы Богоматери, позднее получивший название Успенского. Его предшественником был деревянный храм Иконы Иверской Богоматери, построенный в 1653 году.
Собор является главным сооружением Иверского монастыря. Он отличается большими размерами и монументальностью. Это одна из самых крупных построек XVII века в России.
Он задумывался патриархом Никоном как архитектурный образец. Избрав место для постройки каменного соборного храма, патриарх Никон освятил его молитвою. 14 мая 1655 года началось строительство, оно продолжалось до 1657 года. Руководил работами «подмастерье каменных дел» Аверкий Мокеев, присланный из калязинского Свято-Троицкого монастыря. Помощником был плотнический мастер Иван Белозер, а приставом при постройке — боярский сын Артемий Токмачев. К работам были привлечены каменщики из Калязина и Ярославля — сорок человек, двадцать плотников из Старой Руссы, работники из окрестных сёл.
Как и первый храм, первоначально собор был посвящён Иконе Иверской Богоматери, у него два придела — Филиппа Митрополита и Иакова Боровичского.

## Архитектура
Соборный Иверский храм представляет образец самобытного русского церковного зодчества XVII века и при выраженной полисемии составляющих представляет собой цельный согласованный архитектурный комплекс.
Храм пятиглавый, трёхнефный, шестистолпный, прямоугольный в плане; восточная сторона выдаётся тремя апсидами. Вокруг всего храма галерея (с четырёх сторон, что характерно только для никоновских построек) с входными тремя крыльцами; при ней с северной и южной сторон две палатки, двухэтажные, в виде часовен, с небольшими позолоченными крестами, такой же крест и на входном крыльце. Его наружные стены изначально были выбелены по кирпичной кладке. Стены сложены из кирпича размером 8,5—9 х 13—14 х 28—30 см.
Своды собора поддерживаются шестью массивными столбами. Зал собора освещается боковым светом через широкие окна (по три на каждой из трёх сторон, что также характерно только для никоновских построек) и верхним — через окна пяти куполов. Его размеры: длина от алтарной стены до входных дверей — 6,8 м, ширина 21,7 м. В алтаре были деревянные хоры (не сохранились) выйти на которые можно было из ризницы, в самом храме — хоры каменные, находящиеся над входной дверью в храм, на них всходят из проёма в северной стене.
На стенах алтаря и храма — живопись масляными красками XIX века. Стенопись была на 60 % утрачена в советское время, а в 2010-х годах полностью восстановлена проектно-строительным предприятием «Китеж». Так, при входе в собор по правую сторону дверей изображено принесение в Иверскую обитель чудотворного образа Иверской иконы Божией Матери, а по левую — чудесное явление мощей святого Иакова Боровичского во время ледохода на реке Мсте, чудесное явление святого Иакова больному священнику и др. Пол в храме сделан из путиловской плиты.
Престол в XVII веке был установлен на четырёх каменных столбах, на каменной площадке; с передней стороны к нему примыкает каменная ступень; на престоле чеканная посеребренная одежда и над ним резная вызолоченная сень. Против престола, на восточной стороне, на Горнем месте под резным вызолоченным балдахином — изображение Христа Спасителя, сидящего на престоле в виде архиерея с предстоящими Богоматерью и Иоанном Предтечей. По обеим сторонам этого образа были изображены двенадцать апостолов, апостол Иаков, брат Божий, апостол от семидесяти Никанор, священномученик Ириней Лионский и святой Стефан Сурожский.
Сам алтарь трёхчастный с тремя окнами; в ризнице в 1841 году устроен придел во имя Иверской иконы Божией Матери (сейчас не существует), а главный престол в 1710 году был переименован во имя Успения Божией Матери (освящён митрополитом Новгородским Иовом). Это произошло при восстановлении собора, сильно пострадавшего от пожара в 1704 году.
В 1858 году Ф. А. Верховцевым была выполнена новая рака для мощей преподобного Иакова Боровичского.
В 2008 году патриарх Алексий II вновь освятил главный престол (единственный на сегодняшней день) во имя Иверской иконы Божией Матери.
Иконостас в этом храме пятиярусный, резной, деревянный, вызолоченный червонным золотом, венчающийся Распятием (сооружён заново по старинным описаниям, так как иконостас начала XVIII века в советское время был уничтожен).

### Поновления и перестройки
В 1689 году в соборе вместо кирпичных полов были устроены паркетные. В 1692 году кровля галерей была крыта лемехом. В 1704 году собор пережил пожар, в следующем году его железные главы были покрыты лемехом, сменили тёс на кровлях. В 1706 году собор получил иконостас в шесть ярусов.

### Фотографии интерьеров собора

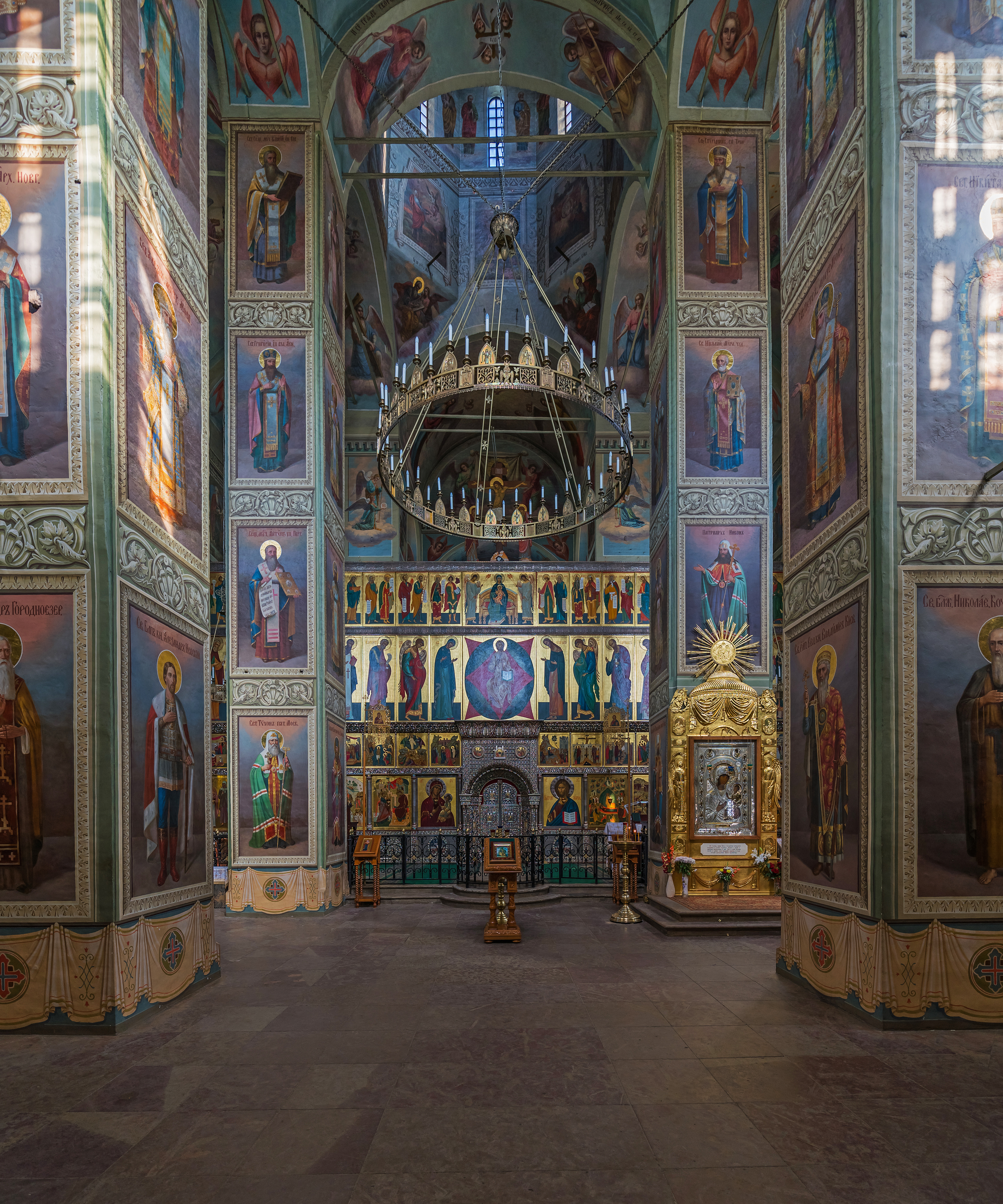
Общий вид
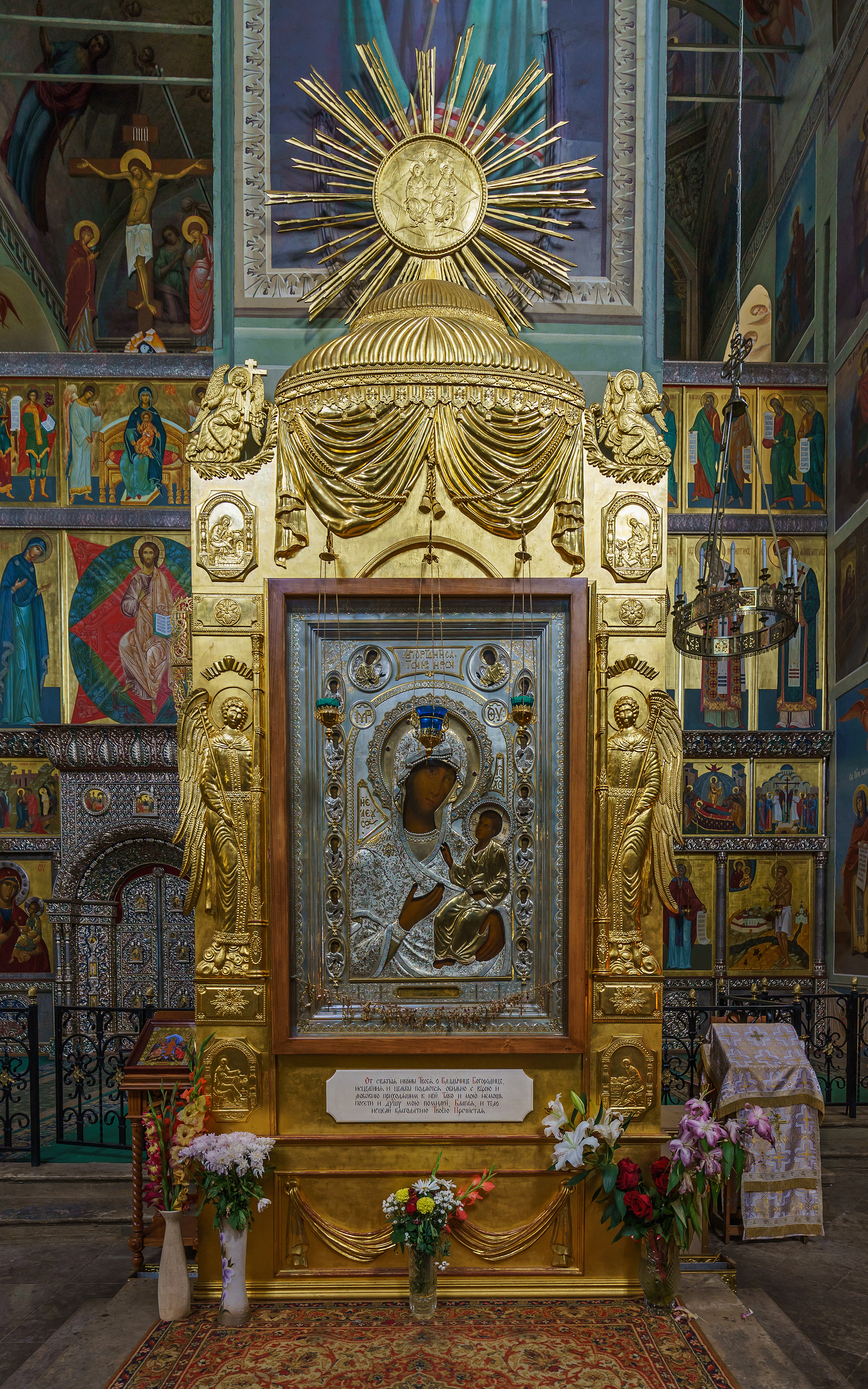
Иверская икона
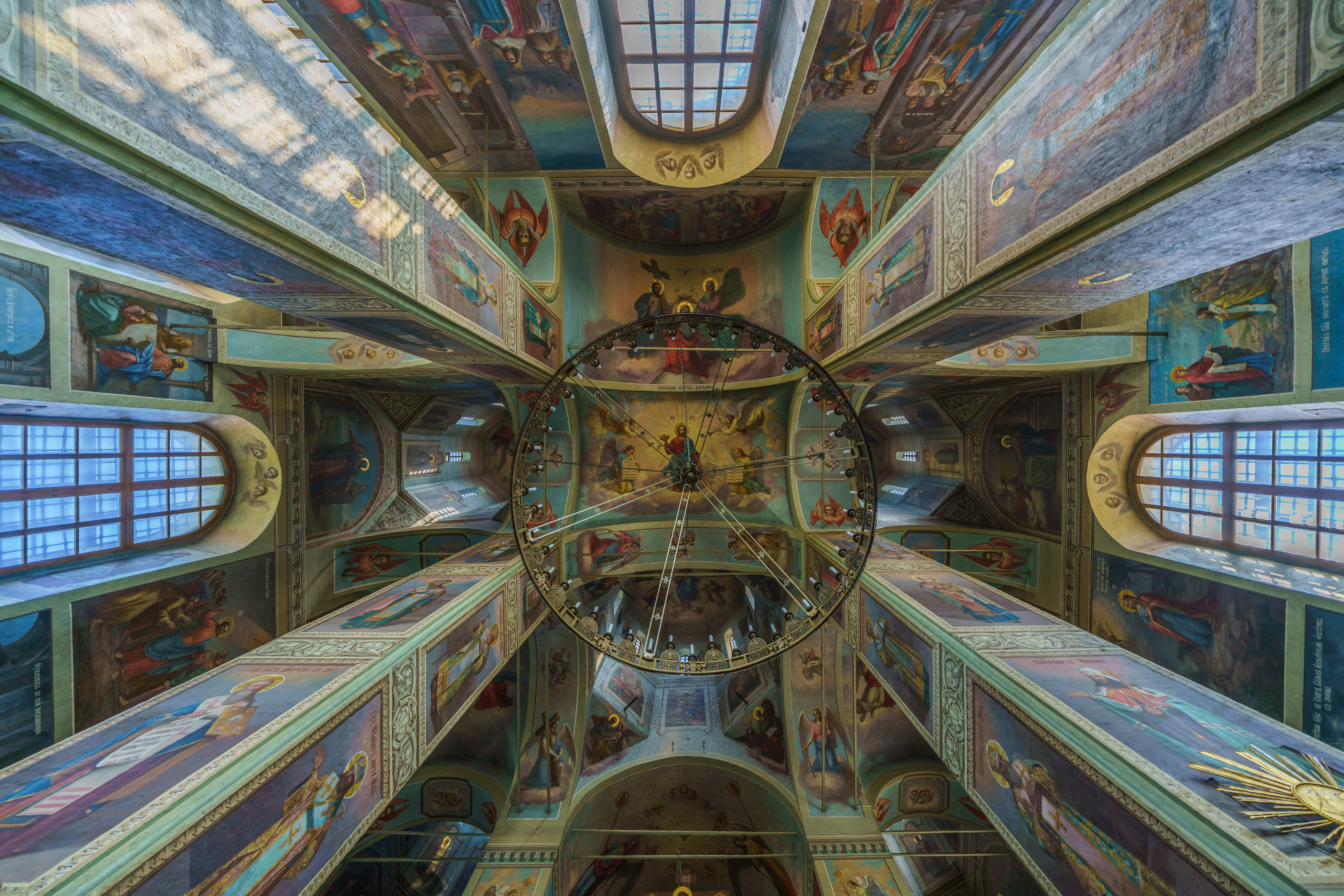
Свод
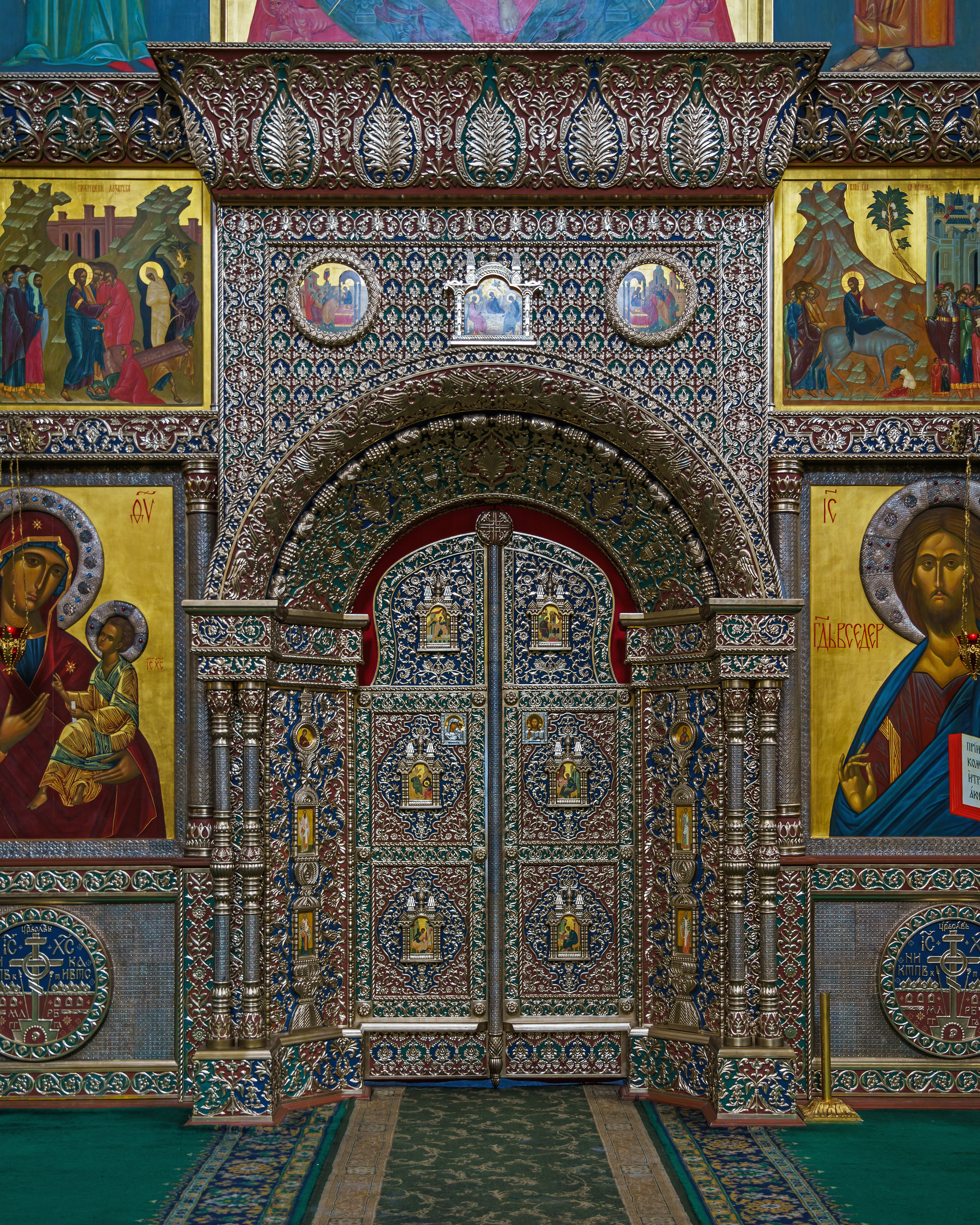
Алтарь
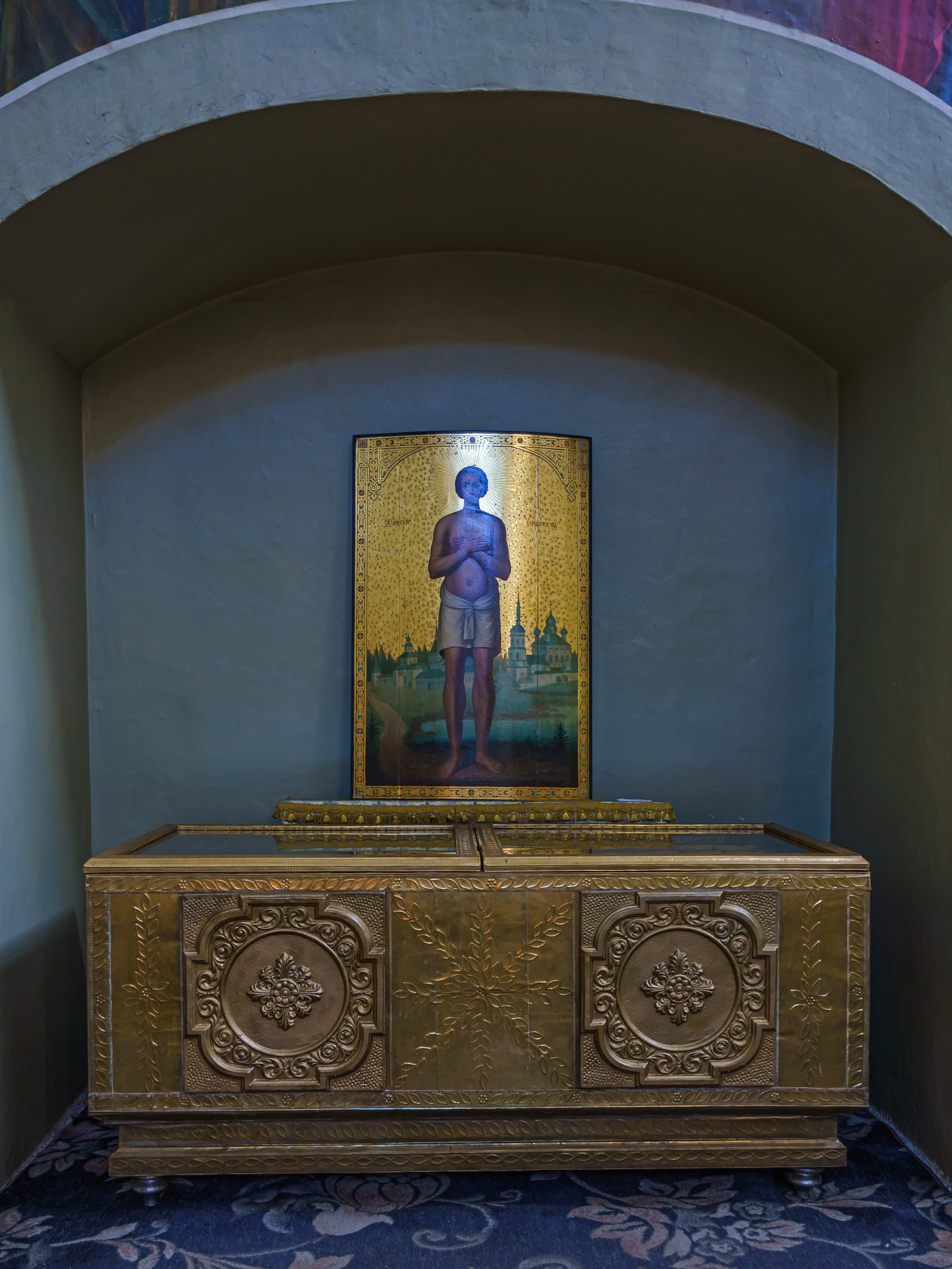
Рака с мощами Иакова Боровичского

## Реставрация фресок
Живопись собора в целом сохранилась плохо: некоторые композиции совсем отсутствуют, многие представлены лишь отдельными красочными фрагментами, и лишь на немногих красочный рисунок читается достаточно хорошо.
На протяжении всего периода реставрации усилиями архиепископа Великого Новограда и Старорусского Льва, главы администрации Валдайского района — Дряницына А. З., начальника ПТО ФГУП «Дирекции по строительству и реконструкции объектов в Северо-Западном Федеральном округе» — Борщёва В. А. и представителя генподрядчика "Строительный холдинг «АРС-центр» — Киселева Э. М. с 2006 года по декабрь 2010 года в Успенском соборе Иверского монастыря проводилась работа по реставрации живописи основного четверика храма и его алтарной части (жертвенника и диаконника). Все сохранившиеся участки старой живописи были укреплены специальным составом и расчищены.
Следующим этапом реставрационных работ после укрепления и расчистки стало подведение отсутствующего левкаса. Эта часть реставрационных работ в Иверском соборе имеет свою особенность. Художники-реставраторы выполняют не просто тонировки, но тонировки с элементами реконструкции. На участки нового грунта художники нанесли красочный слой, одновременно дописывая недостающие детали композиции. Именно таким образом была выполнена композиция нижней южной части западной стены «Встреча патриархом Никоном с братией иконы Иверской Богоматери».

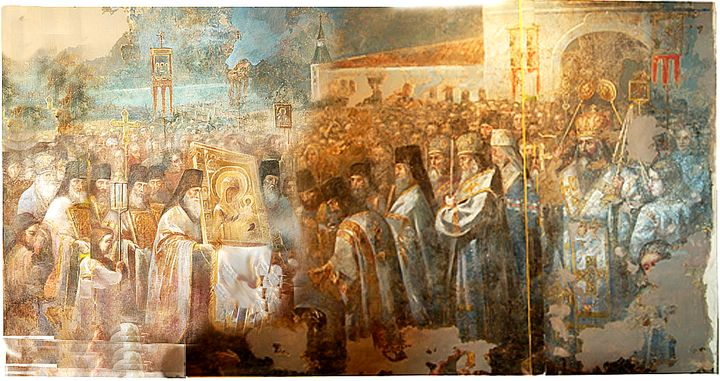
«Встреча патриархом Никоном иконы Иверской Богоматери»

Одновременно, учитывая потребности действующего храма и сегодняшнего времени, было решено на месте практически утраченной композиции «Встреча патриарха Никона с братией мощей Иакова Боровичского» написать композицию на тему современной религиозной жизни: «Встреча патриархом Алексием II с братией и прихожанами иконы Иверской Богоматери». Но и здесь до конца выполнены требования реставрационного подхода к работе. Немногие сохранившиеся кусочки живописи XIX века были осторожно сняты со стены и складированы.
Чтобы вернуть облику храма завершенный вид, мастера церковной живописи написали вновь несколько композиций, некогда украшавших стены собора, но до наших дней не сохранившихся. Среди них самые важные для храмового ансамбля изображения центральных люнетов северной и южной стены «Успение» и «Вознесение Христово».
Реставрационная работа, проводящаяся в Успенском соборе Иверского монастыря, осложнялась тем, что часть росписей XIX века необратимо потемнела. Её не пощадило время да и проведённые ранее реставрационные работы, которые имели несколько методических ошибок. Такие участки стенной росписи пришлось прописать, соблюдая тематику и стилевые особенности позапрошлого века.
В первую очередь художниками были написаны все утраченные композиции. Среди них: «Младенец Христос, спускающийся на землю», «Христос в доме Марфы и Марии», «Хождение по водам», «Христос и грешница», «Иоанн Дамаскин, пишущий похвальные песни рождеству Христову», «Сомневающийся Симон Кочет», несколько композиций Протоевангельского цикла и т. д. Также заново написали святых и херувимов на откосах окон алтаря. Разработали и воплотили декорировку — написали полотенечный ряд на нижней части стен собора. Особое внимание было обращено на оформление центральной апсиды храма. Живопись верхней части алтаря была поновлена в 2009 году по старым образцам.
Но в нижней части каких-либо изображений не сохранилось. Не могло помочь художникам в реконструкции утраченного сюжета и описание живописи собора, составленное А. Н. Трофимовой. Вероятно, на протяжении долгого периода стены здесь были чем-то закрыты (например, киотами). На утверждение Архиепископа Льва были представлены несколько композиций. После тщательного обсуждения художники получили благословение на изображение апостолов.
Следующий этап работ — приведение в единое целое живописного ансамбля. Предстояло решить и воплотить сложнейшую задачу — объединить вместе сохранившуюся отреставрированную живопись и написанные вновь композиции в единое художественное произведение. В зависимости от сохранности все композиции храма в той или иной мере были поновлены. Ряд композиций пришлось прописывать несколько раз, чтобы стиль живописи соответствовал общей манере письма. Непрописанными остались только те изображения XIX века, которые лучше всего сохранились: это апостол Лука и Иоанн в малых люнетах северной и южной стен и отдельные большие фрагменты композиций западной стены.
В целом за все время работы художниками было отреставрировано, поновлено и вновь написано 2956 метров живописи.